# Кузьмін Євген Сергійович
Євге́н (Євгеній) Сергі́йович Кузьмі́н — лейтенант Збройних сил України, учасник російсько-української війни.

## З життєпису
У часі війни — коригувальник, 17-й окремий мотопіхотний батальйон 57-ї бригади.
Станом на липень 2017 року — офіцер мобілізаційного відділу Кіровоградського обласного військового комісаріату.

## Нагороди
за особисту мужність і героїзм, виявлені у захисті державного суверенітету та територіальної цілісності України, вірність військовій присязі під час російсько-української війни, відзначений — нагороджений
- 27 червня 2015 року — орденом Богдана Хмельницького III ступеня.
- 18 квітня 2016 року — нагрудним знаком «Знак пошани»
- 12 грудня 2016 року — Медаллю «За військову службу Україні»